# Fronten för demokratins överlevnad i Kongo
Fronten för demokratins överlevnad i Kongo, Front pour la survie de la démocratie au Congo, är ett kristdemokratiskt parti i Kongo-Kinshasa.
Partiledare är Eugène Diomi Ndongala Nzomambu. Han var också partiets presidentkandidat i 2006 års val.